# Matt Johnson (hockey sur glace)
Pour les articles homonymes, voir Matt Johnson (homonymie) et Johnson.
Matt Johnson (né le 23 novembre 1975 à Welland, dans la province de l'Ontario au Canada) est un joueur professionnel canadien de hockey sur glace ayant évolué à la position d'ailier gauche.

## Carrière
Réclamé par les Kings de Los Angeles au deuxième tour du repêchage de 1994 de la Ligue nationale de hockey alors qu'il évolue pour les Petes de Peterborough de la Ligue de hockey de l'Ontario, Matt Johnson devient joueur professionnel au cours de la saison suivante, rejoignant les Kings à l'occasion de quatorze rencontres où il cumule plus de cent minutes de punition.
Excellant dans le rôle de policier, il décroche rapidement un poste permanent au sein des Kings et s'impose alors comme un des meilleurs pugilistes de la ligue. Il voit sa saison 1998-1999 être écourtée en raison d'une suspension de douze rencontres que la ligue lui imposa à la suite d'un coup de poing qu'il assena derrière la tête du joueur des Rangers de New York, Jeff Beukeboom. Cette attaque sonna d'ailleurs la fin de la carrière du joueur des Rangers.
Laissé sans protection à l'été suivant en vue du repêchage d'expansion des Thrashers d'Atlanta, il est réclamé par ces derniers. Johnson ne prend part qu'à une seule saison sous les couleurs des Thrashers avant d'être échangé au Wild du Minnesota.
L'homme fort du Wild est nommé le capitaine de l'équipe pour le mois de décembre 2002 et atteint au cours de la saison 2002-2003 et ce, pour la deuxième fois de sa carrière en LNH, le plateau des 200 minutes de punition.
Forcé à l'inactivité pour la saison 2004-2005 en raison d'un lock-out qui paralyse les activités de la LNH, il décide de se retirer de la compétition à l'été 2005.

## Statistiques en club
| Saison     | Équipe                 | Ligue          |     | Saison régulière | Saison régulière | Saison régulière | Saison régulière | Saison régulière |   | Séries éliminatoires | Séries éliminatoires | Séries éliminatoires | Séries éliminatoires | Séries éliminatoires |
| Saison     | Équipe                 | Ligue          | PJ  | B                | A                | Pts              | Pun              | PJ               | B | A                    | Pts                  | Pun                  |                      |                      |
| 1992-1993  | Petes de Peterborough  | LHO            | 66  | 8                | 17               | 25               | 211              | 16               | 1 | 1                    | 2                    | 56                   |                      |                      |
| 1993       | Petes de Peterborough  | Coupe Memorial | -   | -                | -                | -                | -                | 4                | 0 | 0                    | 0                    | 2                    |                      |                      |
| 1993-1994  | Petes de Peterborough  | LHO            | 50  | 13               | 24               | 37               | 233              | -                | - | -                    | -                    | -                    |                      |                      |
| 1994-1995  | Petes de Peterborough  | LHO            | 14  | 1                | 2                | 3                | 43               | -                | - | -                    | -                    | -                    |                      |                      |
| 1994-1995  | Kings de Los Angeles   | LNH            | 14  | 1                | 0                | 1                | 102              | -                | - | -                    | -                    | -                    |                      |                      |
| 1995-1996  | Kings de Los Angeles   | LNH            | 1   | 0                | 0                | 0                | 5                | -                | - | -                    | -                    | -                    |                      |                      |
| 1995-1996  | Roadrunners de Phoenix | LIH            | 29  | 4                | 4                | 8                | 87               | -                | - | -                    | -                    | -                    |                      |                      |
| 1996-1997  | Kings de Los Angeles   | LNH            | 52  | 1                | 3                | 4                | 194              | -                | - | -                    | -                    | -                    |                      |                      |
| 1997-1998  | Kings de Los Angeles   | LNH            | 66  | 2                | 4                | 6                | 249              | 4                | 0 | 0                    | 0                    | 6                    |                      |                      |
| 1998-1999  | Kings de Los Angeles   | LNH            | 49  | 2                | 1                | 3                | 131              | -                | - | -                    | -                    | -                    |                      |                      |
| 1999-2000  | Thrashers d'Atlanta    | LNH            | 64  | 2                | 5                | 7                | 144              | -                | - | -                    | -                    | -                    |                      |                      |
| 2000-2001  | Wild du Minnesota      | LNH            | 50  | 1                | 1                | 2                | 137              | -                | - | -                    | -                    | -                    |                      |                      |
| 2001-2002  | Wild du Minnesota      | LNH            | 60  | 4                | 0                | 4                | 183              | -                | - | -                    | -                    | -                    |                      |                      |
| 2002-2003  | Wild du Minnesota      | LNH            | 60  | 3                | 5                | 8                | 201              | 12               | 0 | 0                    | 0                    | 25                   |                      |                      |
| 2003-2004  | Wild du Minnesota      | LNH            | 57  | 7                | 1                | 8                | 177              | -                | - | -                    | -                    | -                    |                      |                      |
| Totaux LNH | Totaux LNH             | Totaux LNH     | 473 | 23               | 20               | 43               | 1 523            | 16               | 0 | 0                    | 0                    | 31                   |                      |                      |

## Honneurs et trophées
- Nommé dans l'équipe d'étoiles des recrues de la Ligue de hockey de l'Ontario en 1993.

## Transactions en carrière
- Repêchage 1994 : Réclamé par les Kings de Los Angeles (2e choix de l'équipe, 33e au total).
- 25 juin 1998 : réclamé par les Thrashers d'Atlanta lors de leur repêchage d'expansion.
- 29 septembre 2000 : échangé par les Thrashers au Wild du Minnesota en retour du choix de troisième ronde des Sharks de San José au repêchage de 2001 (choix acquis précédemment et ultérieurement échangé aux Penguins de Pittsburgh, puis aux Blue Jackets de Columbus qui sélectionnèrent avec ce choix Aaron Johnson).